# Ghotis
Les Ghotis sont un peuple du Bengale-Occidental, qui ont une culture, des traditions, des dialectes, des accents et une cuisine distincts de ceux des Bengalîs. Après la partition du Bengale en 1947 et la migration accrue des personnes de la région, ce mot devint plus commun.